# آي لوف ماكونين
ماكونين كمالي شيران (من مواليد 12 أبريل 1989)، المعروف باسمه الفني آي لوف ماكونين (بالإنجليزية: iLoveMakonnen)، هو مغني راب، مغني، وكاتب أغاني أمريكي. بدأ صعوده إلى الشهرة في عام 2014، بعد أن أصدر مغني الراب الكندي دريك ريمكس لأغنيته «تيوزداي». كما اشتهر بأغنية «صن لايت أون يور سكِن» مع ليل بيب وإكس إكس إكس تنتاسيون، وأغنية «آف بين ويتينغ» مع ليل بيب وفال اوت بوي.

## حياة سابقة
ولد ماكونين في 12 أبريل 1989، في جنوب لوس أنجلوس، كاليفورنيا، وسمي على اسم تافاري ماكونين ولدميكال، وهو اسم ميلاد هيلا سيلاسي الأول. والده هو مهاجر من الجيل الأول من بليز، وكان يعمل كهربائيًا، وكانت والدته مدربة طلاء أظافر عملت في مجال التجميل لأكثر من 30 عامًا. في مقابلة، وصف نفسه بأنه مختلط العرق بتراث أمريكي من أصل أفريقي وهندي وإيرلندي وبلجيكي وألماني وصيني.
نشأ في لوس أنجلوس، انتقل إلى منطقة أتلانتا في عام 2002 عندما كان يبلغ من العمر 13 عامًا، بسبب طلاق والديه، وشهد وفاة صديق مقرب في سنته الأخيرة في المدرسة الثانوية.
كانت جدته مغنية أوبرا، وهذا أثر في مسيرته الموسيقية.

## روابط خارجية
- الموقع الرسمي